# جون أستلي
جون أستلي (بالإنجليزية: John Astley)‏ هو لاعب سنوكر بريطاني، ولد في 13 يناير 1989 في غيتسهيد في المملكة المتحدة.

## روابط خارجية
- جون أستلي على موقع CueTracker.net (الإنجليزية)
- جون أستلي على موقع بطولة العالم للسنوكر (الإنجليزية)